# دار الصيد بولا ريجيا
 دار الصيد بولا ريجيا  هو معلم أثري تونسي مصنف من قبل المعهد الوطني للتراث يقع في  ولاية جندوبة في الجنوب الغربي التونسي، تحديدا في مدينة  بولاريجيا تم تصنيف المعلم في يوم 13 مارس  1912.